# University of Kent
University of Kent – brytyjska uczelnia publiczna zlokalizowana w hrabstwie Kent. Została założona w 1965 roku.